# Вандрагер, Вильон
Виллемин Йонетта «Вильон» Вандрагер (нидерл. Willemien Jonetta "Wiljon" Vaandrager; род. 27 августа 1957, Hall, Гелдерланд), в замужестве Корнелиссе (нидерл. Cornelisse) — голландская гребчиха, выступавшая за сборную Нидерландов по академической гребле в конце 1970-х — середине 1980-х годов. Бронзовая призёрка летних Олимпийских игр в Лос-Анджелесе, победительница и призёрка многих регат национального значения.

## Биография
Вильон Вандрагер родилась 27 августа 1957 года в городе Брюммен провинции Гелдерланд. Занималась академической греблей в Утрехте в местном клубе «Орка».
Дебютировала на взрослом международном уровне в 1977 году, когда вошла в основной состав голландской национальной сборной и выступила на домашнем чемпионате мира в Амстердаме, где в зачёте распашных рулевых восьмёрок финишировала шестой.
В 1981 году стартовала в рулевых четвёрках на мировом первенстве в Мюнхене, сумела квалифицироваться лишь в утешительный финал B и расположилась в итоговом протоколе соревнований на седьмой строке.
Наибольшего успеха в своей спортивной карьере добилась в сезоне 1984 года, когда в составе гребной команды Нидерландов удостоилась права защищать честь страны на летних Олимпийских играх в Лос-Анджелесе. В составе экипажа, куда также вошли гребчихи Грет Хеллеманс, Николетте Хеллеманс, Марике ван Дрогенбрук, Харрит ван Эттековен, Линда Корнет, Каталин Нелиссен, Анне Квист и рулевая Марти Лаурейсен, в финале восьмёрок пришла к финишу третьей позади экипажей из Соединённых Штатов и Румынии — тем самым завоевала бронзовую олимпийскую медаль. Кроме того, стартовала в Лос-Анджелесе в рулевых четвёрках, но здесь попасть в число призёров не смогла — оказалась на финише пятой.
После лос-анджелесской Олимпиады Вандрагер больше не показывала сколько-нибудь значимых результатов в академической гребле на международном уровне.